# 白川洋次郎
白川 洋次郎（しらかわ ようじろう）は、日本の映画プロデューサー、映像ビジネスプロデューサー、企業経営者、大学教員。福岡県北九州市若松区修多羅出身。早稲田大学法学部卒業。

## 略歴
ニューメディア、マルチメディアといわれた時代から、新しいメディアのソフト制作、番組制作のディレクション・プロデュースに取り組んで、現在も活動を続けている映像コンテンツのビジネスプロデューサーの草分け。広告会社の管理職プロデューサーの傍ら大学院や大学で教鞭をとる実務家教員でもある。専門は、コンテンツビジネスプロデュース、映像系コンテンツ制作、総合メディア論、メディア・リテラシイ。広告会社勤務以前に演劇活動や映画の脚本提供、テレビ番組の構成作家などをしていたが、ヒューマンな表現世界とデジタル技術の融合をテーマとした光学系アートのレーザーライトショウ、ホログラフィー制作なども手がけている。特にメディア環境やコンテンツビジネスについての造詣が深く、現在も、映画、TV、アニメ、電子出版、ストリーミング放送などの分野での映像コンテンツ作品の制作プロデュースに関与している。
2008年には、イギリスの人気作家アレックス・シアラー原作の『チョコレート・アンダーグラウンド』をアニメ化しモバイルとネットに連続アニメ番組として世界に先駆けて配信するなど、先進性があるものや既存体制に挑戦するようなプロデュース業務で括目すべきものがある。
またビジネスモデル開発にも進出し、クリエイティブ産業振興、地域振興、中小企業振興などソーシャルテーマに関係したサービス事業分野＝社会課題解決型ビジネス（ソーシャルコンテンツビジネス）の産業育成に注力、2010年には社会課題解決型ビジネスを行う事業ベンチャー企業ゼロフォース設立の実質的執行者として寄与した。また映画、TV放送、アニメ、ゲーム、音楽などのビジネスプロデューサーを育成するために人材育成事業にも関与し、特に映像産業振興機構では分科会座長などを担当。政府と民間企業をつなぐ橋渡し役となっている。明治時代の元勲の伝記小説の出版から劇映画に至るプロデュースにも係っており、2012年には全国の高校生が映画を制作して競う「高校生のためのeiga worldcup」(高校生の映画コンクール)を主催するＮＰＯ法人設立に参加。これらのほかに日本とアジア諸国との産業連携を促進させる財団の設立などにも参画。中国のいくつかのメディアの日本側代理人にもなっており、今後のアジア関係への活動も注目される。

## 主なプロデュース作品
- アニメ作品「ファイナルファンタジー (OVA)」
- 劇場公開「チョコレート・アンダーグラウンド」
- 劇場公開「大切な人生」
- 劇場公開「風の航海誌」
- TV番組「spice of life」(BBC共同制作)
- TV番組「美を求めて」シリーズプロデュース
- CS番組「デジタル探偵の憂鬱」
- ハイビジョン番組「すばらしい九州」
- ハイビジョン番組「おじいちゃんの帽子」
- マルチメディア教材「美術の散歩道」
- マルチメディア教材「世界の音楽と楽器」
- ビデオ作品「アントニオ・ガウディ」
- ビデオ作品「開高健の河は眠らない」
- ビデオ作品「なにが?making of 竹中直人」
- ビデオ作品「ルイジファチュート・ジャズダンス・テクニック」
- ゲーム「ドミノくんを止めないで」
- ゲーム「マッドパニック・コースター」
- 演劇公演「オンリーイエスタデイ－かつて未来だった昨日－」
- 演劇公演「フライング・ZOO」
- 伝説の電子書店「フランケン」開発運営
- 株式会社インディビジオ（現博報堂DYインターソリューションズ）創業者